# Patriz Ilg
Patriz Ilg (né le 5 décembre 1957 à Aalen-Oberalfingen) est un athlète allemand spécialiste du 3 000 mètres steeple.

## Carrière
Médaillé d'argent du 3 000 m steeple lors des Championnats d'Europe 1978 de Prague, Patriz Ilg s'adjuge en début de saison 1982 le 3 000 m des Championnats d'Europe en salle de Turin, devançant notamment l'Italien Alberto Cova. En septembre 1982, l'Ouest-allemand remporte la finale du 3 000 m steeple des Championnats d'Europe d'Athènes en 8 min 18 s 52, devant le Polonais Boguslaw Maminski.
Figurant parmi les favoris des premiers championnats du monde se déroulant en 1983 à Helsinki, Ilg remporte la médaille d'or avec le temps de 8 min 15 s 06, signant la meilleure performance de sa carrière sur 3 000 m steeple. Il obtient une nouvelle médaille continentale lors des Championnats d'Europe 1986 en se classant troisième de la finale du steeple, derrière l'Est-allemand Hagen Melzer et l'Italien Francesco Panetta.
Patriz Ilg a par ailleurs remporté huit titres de champion d'Allemagne en 1978, de 1980 à 1982, et de 1985 à 1988.

## Palmarès
| Année | Compétition                    | Lieu      | Résultat | Épreuve         | Temps         |
| ----- | ------------------------------ | --------- | -------- | --------------- | ------------- |
| 1978  | Championnats d'Europe          | Prague    | 2e       | 3 000 m steeple | 8 min 16 s 9  |
| 1982  | Championnats d'Europe en salle | Turin     | 1er      | 3 000 m         | 7 min 53 s 50 |
| 1982  | Championnats d'Europe          | Athènes   | 1er      | 3 000 m steeple | 8 min 18 s 52 |
| 1983  | Championnats du monde          | Helsinki  | 1er      | 3 000 m steeple | 8 min 15 s 06 |
| 1984  | Championnats d'Europe en salle | Göteborg  | 6e       | 3 000 m         |               |
| 1986  | Championnats d'Europe          | Stuttgart | 3e       | 3 000 m steeple | 8 min 16 s 92 |
| 1987  | Championnats du monde          | Rome      | 12e      | 3 000 m steeple | 8 min 38 s 46 |

## Records
- 3 000 m steeple : 8 min 15 s 06 (1983)